# Pilar Castillejo i Medina
Pilar Castillejo i Medina es una profesora e investigadora española.

## Trayectoria profesional
Se licenció en Ciencias Físicas a la UAB y se dedicó durante un tiempo a la docencia y a la investigación. Pero principalmente ha centrado su trayectoria laboral en la informática, tanto en el sector público como en el privado. Se inició como regidora en las elecciones de 1999 por COP-Compromís por Ripollet. Fue elegida regidora en 2015 dentro de la candidatura Decidim Ripollet, y lo ha estado desde entonces ininterrumpidamente. Ha militado además, a la Asamblea de Unidad Popular, en el área internacional. Desde las elecciones municipales de 2015, es primera teniente de alcaldía del Ayuntamiento de Ripollet. Desde COP-Compromís por Ripollet, trabajó por la integración de las Candidaturas Alternativas del Vallès dentro de la CUP.
De cara a las elecciones del Parlamento de Cataluña de 2015, ocupó el décimo lugar de la lista de la CUP-CC por la circunscripción de Barcelona. No fue elegida diputada en el Parlamento, pero, a raíz de la dimisión de Antonio Baños, se postuló como sustituta.  En octubre de ese año dejó el escaño siguiendo las políticas de partido.